# Adolphe Crémieux
Adolphe Crémieux, anche noto come Isaac Moïse Crémieux (1796 – 1880), è stato un giurista e politico francese, di idee liberali rispetto alla libertà di parola e di stampa, per l'abolizione della pena di morte e per i diritti politici.

## Biografia
Ebreo di nascita, dal 1834 e fino alla sua morte fu vicepresidente del Consistoire Central des Israélites de France, l'agenzia amministrativa per tutti gli ebrei francesi. Più volte membro del governo nazionale, si impegnò per le libertà e i diritti civili dell'Algeria, al tempo sotto dominazione francese.
Nel 1840, insieme all'ebreo britannico Moses Montefiore, si recò presso il chedivè d'Egitto Mehmet Ali per convincerlo a riaprire le indagini sul cosiddetto affare di Damasco, che aveva visto condannare senza reali prove dieci ebrei per l'omicidio del religioso di origine italiana Tommaso da Calangianus. Il chedivè inizialmente concesse la grazia ai condannati e poi a seguito delle rimostranze dei due, senza però riaprire il processo, li assolse da ogni accusa. Fu altresì fondatore della Alleanza israelitica universale nel 1860. Come ministro della giustizia in data 24 ottobre/7 novembre 1870 emanò il decreto Crémieux, che accordò la nazionalità francese ai trentasettemila ebrei algerini.

## L'adesione alla massoneria
Crémieux fu iniziato in massoneria nel 1818, nella loggia "Bienfait anonyme" di Nîmes, del Grande Oriente di Francia.
Nel 1860 lascia il Grande Oriente per il Supremo Consiglio di Francia del rito scozzese antico ed accettato, di cui diviene «Sovrano Gran Commendatore» nel 1869.
In questa qualità, nel 1875, Crémieux riunisce a Losanna in Svizzera un'assemblea dei supremi consigli massonici, per armonizzare il rito scozzese antico ed accettato con le «legittime esigenze della civiltà moderna». Atto fondatore della massoneria scozzese moderna, la dichiarazione finale dell'assemblea di Losanna proclama «l'esistenza di un principio creatore».